# K-419 Kuzbass
K-419 Kuzbass je podmornica razreda Ščuka-B Ruske vojne mornarice. Njen gredelj je bil položen 28. julija 1991, splavljena je bila 18. maja 1992, v uporabo pa je bila predana 31. decembra 1992 in postala je del 45. divizije podmornic Tihooceanske flote v Viljučinsku. 13. aprila 1993 je bila podmornica poimenovana Morž, 29. januarja 1998 pa Kuzbass.
10. julija 1993 je prispela v matično oporišče Viljučinsk.
Med oktobrom in decembrom 1995 je opravila prvo bojno patruljiranje ob zahodni obali ZDA. Med majem in julijem 1996 ter julijem in avgustom 1997 je opravila drugo in tretje patruljiranje.
1. maja 1998 je bila 45. divizija razpuščena in podmornica je postala del 10. divizije podmornic.
Med letoma 2009 in 2016 je bila v remontu v ladjedelnici Zvezda.
15. julija 2022 se je Kuzbass (skupaj s podmornicama Omsk in Tomsk) vrnila s trimesečnega bojnega patruljiranja.